# Клас (група)
Вижте пояснителната страница за други значения на Клас.
„Клас“ е българска рок група, свиреща в стил ню уейв.

## История
Групата е създадена през август 1986 г. в състав: Бойко Петков (вокал и бас), Иван Градинаров (китара), Ангел Пенчев (клавишни) и Александър Василев (ударни). Първата им изява пред публика е през 1987 г. в читалище. Записват песните си в собственото си студио „Сити“. Песента им „Река си ти“ става една от най-излъчваните по БНР. През 1989 г. барабанист на групата става Веселин Василев, а Ангел Пенчев е заменен от Момчил Колев. В този състав групата записва първия си албум, издаден на плоча от Балкантон. В него присъстват и песни на група Атлас и е озаглавен „BG рок IV“. В началото на 90-те години издават още 2 албума – „Слушай силно“ и „Госпожа Емилия“. През 1993 г. Момчил Колев напуска групата и започва да работи с Дони и е заменен от Борис Даскалов от група „Оказион“. Китаристът Иван Градинаров също напуска, но тези промени се оказват неуспешни и групата се разпада в средата на 90-те години.
През 1998 и 2001 г. са издадени компилации с най-големите хитове на групата.
През октомври 2012 г. групата се събира за концерта „Улица нов живот“ в памет на Димитър Воев. Заплануван е първи концерт на групата след 19-годишна пауза, който се провежда на 19 април 2013 г. в Интер експо център. Също така издават нов сингъл, наречен „Тайна“ и обявяват, че работят по нов албум, който се очаква да излезе в края на 2013 година.

## Албуми
- BG рок IV (заедно с Атлас) – 1989
- Госпожа Емилия – 1991
- Слушай Силно – 1992
- Кино – 1994
- Клас – най-доброто – 1998
- The best – 2001